# 泮水乡
泮水乡，是中华人民共和国广西壮族自治区百色市右江区下辖的一个乡镇级行政单位。

## 行政区划
泮水乡下辖以下地区：
驮安村、那眉村、和平村、百维村、谷七村、水楞村、平泮村、册外村和那扪村。